# Eumorpha satellitia
Eumorpha satellitia is een vlinder uit de familie van de pijlstaarten (Sphingidae). De wetenschappelijke naam werd in 1771 gepubliceerd door Carl Linnaeus.